# Cervantes (Zamora)
Cervantes es una localidad española del municipio de Robleda-Cervantes, en la provincia de Zamora y la comunidad autónoma de Castilla y León.

## Geografía
El pueblo se encuentra situado en la comarca de Sanabria, al noroeste de la provincia de Zamora. La localidad está situada en la ladera oeste del cerro de San Juan, entre San Juan de la Cuesta y Robleda a unos 1000 metros de altitud. En España existe otra localidad con el mismo nombre, Cervantes, perteneciente a la provincia de Lugo.

## Historia
Durante la Edad Media quedó integrado en el Reino de León, cuyos monarcas habrían acometido la repoblación de la localidad dentro del proceso repoblador llevado a cabo en Sanabria. Tras la independencia de Portugal del reino leonés en 1143 habría sufrido por su situación geográfica los conflictos entre los reinos leonés y portugués por el control de la frontera, quedando estabilizada la situación a inicios del siglo XIII.
Posteriormente, en la Edad Moderna, Cervantes fue una de las localidades que se integraron en la provincia de las Tierras del Conde de Benavente y dentro de esta en la receptoría de Sanabria. No obstante, al reestructurarse las provincias y crearse las actuales en 1833, Cervantes, aún como municipio independiente, pasó a formar parte de la provincia de Zamora, dentro de la Región Leonesa, quedando integrado en 1834 en el partido judicial de Puebla de Sanabria. En torno a 1850, el antiguo municipio de Cervantes se integró en el de Robleda, que en la década de 1910 pasó a denominarse Robleda-Cervantes.

## Demografía
El número de habitantes ha ido descendiendo en la localidad de modo paulatino desde la mitad del siglo XX, llegando a 26 censados en 2024 según datos del INE.

## Cervantes

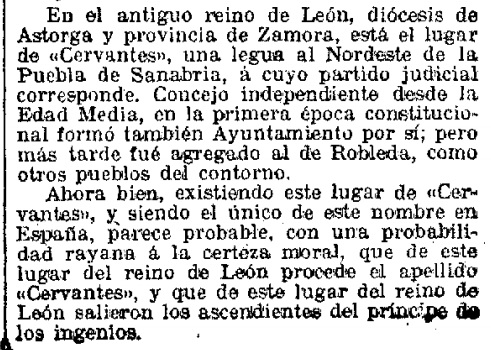
En el artículo "La oriundez de Cervantes", publicado en el diario El Imparcial el 2 de abril de 1904, se apuntaba ya al origen (al menos familiar) de Miguel de Cervantes en esta localidad

En este pueblo hay una casa en ruinas, que desde antiguo llaman "la casa del escritor". Esto, entre otras cosas, alimenta una teoría que circula por los dichos populares de Sanabria, y es que Miguel de Cervantes Saavedra procede del pueblo de Cervantes. Por otro lado, el apellido Saavedra es muy común, y probablemente originario de Sanabria, igualmente el nombre de Miguel también abunda en esta comarca, como lo demuestran los registros parroquiales que, hasta la creación en el siglo XIX de los registros municipales, fueron la principal fuente para conocer los nacimientos y defunciones. En resumen, autores como Leandro Rodríguez o Hermenegildo Fuentes sustentan la teoría que la familia de Miguel de Cervantes se dedicaba a la confección y venta de mantas zamoranas, y que posiblemente su madre fue embarazada en uno de sus viajes a Alcalá de Henares para vender este producto, viniéndole el parto en ese lugar. También, César Brandariz, en el libro "El hombre que hablaba difícil" sostiene que Miguel de Cervantes era un judío converso nacido y criado en Sanabria. Los mismos autores antes citados sostienen que en algunas de sus obras se describen nombres, lugares y paisajes sanabreses, sobre todo en "Don Quijote de la Mancha". En este libro aparece como nombre real de Dulcinea del Toboso el de Aldonza Lorenzo, nombre que coincide con el del sitio de la Aldonza, en Santa Colomba de Sanabria, o la cueva de Montesinos, en el término del mismo pueblo. Es posible que esta teoría no sea más que eso, pero hasta que no se demuestre que carece de verosimilitud, no debe ser rechazada como una hipótesis.